# Yakitori

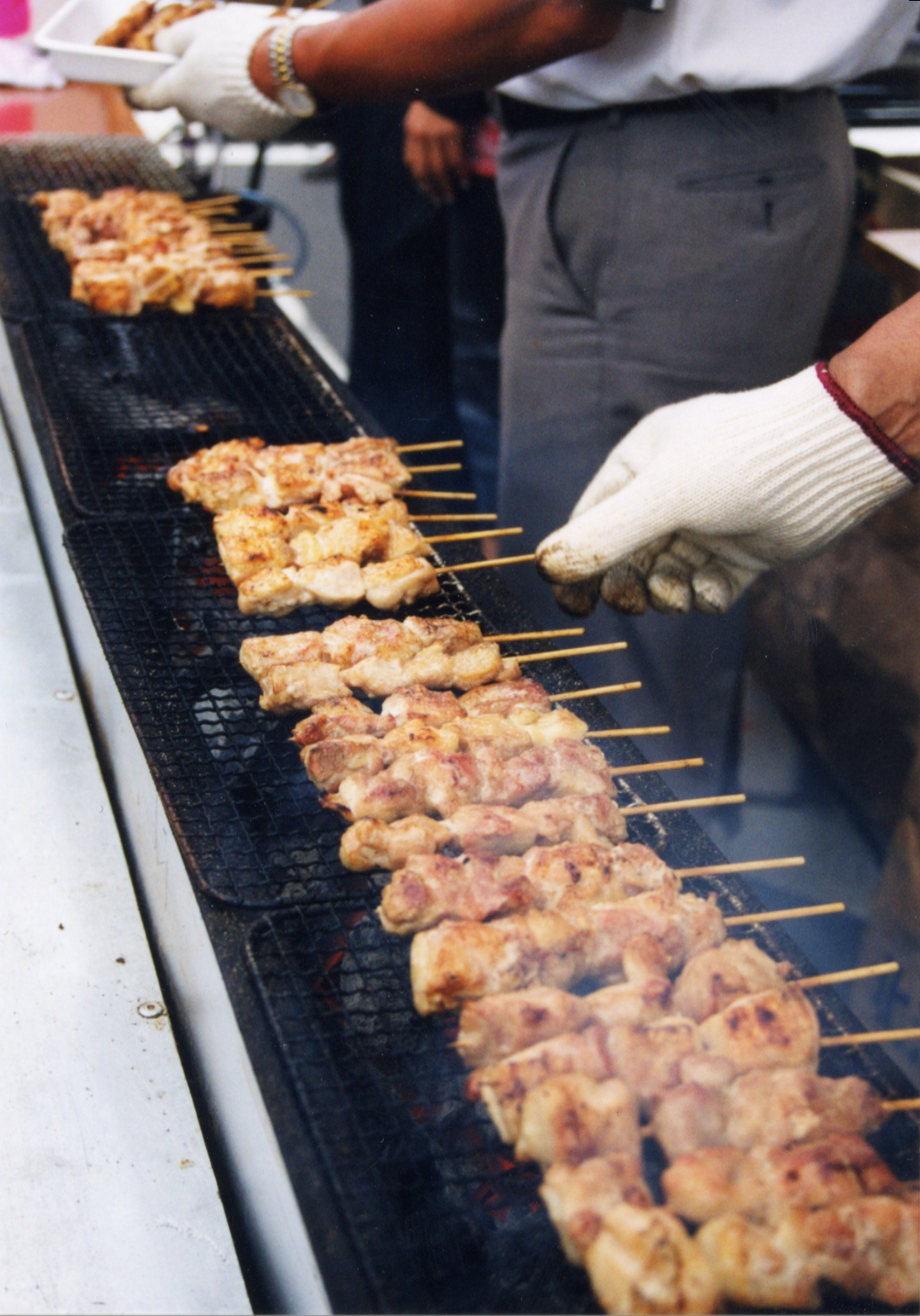
Yakitori

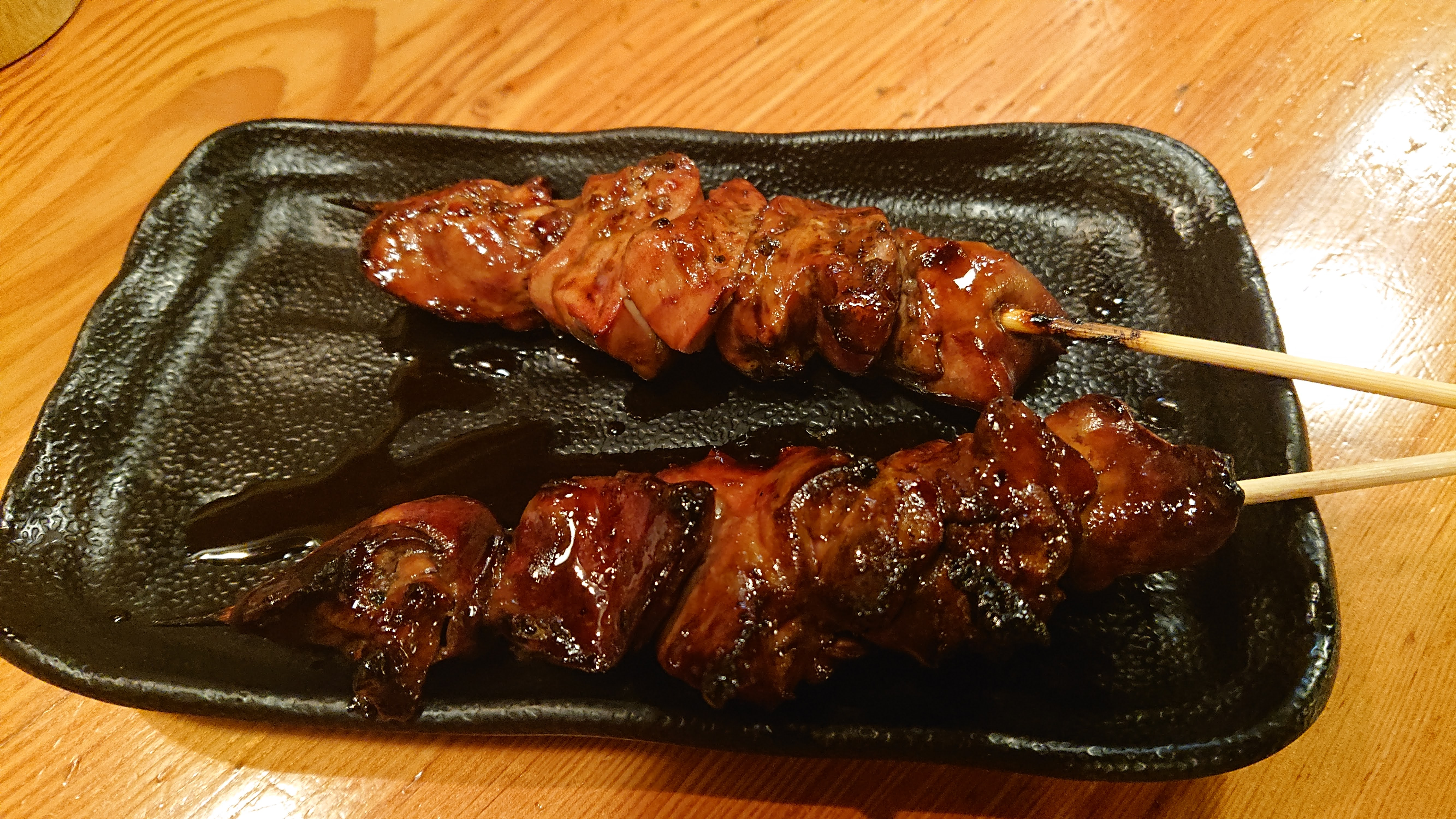

El yakitori (焼き鳥?   literalmente, «pájaro asado a la parrilla») es un tipo de brocheta de pollo japonesa, también conocida como kushiyaki (串焼?   lit. «brocheta a la parrilla»).

## Características
El yakitori tradicional consiste solamente de piezas de pollo y verduras, pero en el uso moderno se refiere a cualquier tipo carne de vaca, cerdo, pez, mariscos o kebab vegetal, que son ensartados en pinchos llamados kushi. Es servido típicamente con sal o salsa teriyaki, que está hecha básicamente de mirin, sake dulce, salsa de soja y azúcar. La salsa es aplicada sobre la carne pinchada y luego la brocheta es asada a la parrilla.
El yakitori es un plato muy popular en Japón y a través de Asia. En Japón, muchos trabajadores consumen un yakitori y una cerveza de camino a casa, después del trabajo. Yakitori es un acompañamiento común y barato a la cerveza en una izakaya.

## Platos comunes de yakitori
- yotsumi  (四つ身, pechuga de pollo).
- atsuage tofu  (厚揚げとうふ, frito en aceite abundante tofú).
- enoki maki (エノキ巻き, hongos enoki envueltos en fetas de cerdo).
- pīman (ピーマン, pimentón verde).
- negima (ねぎ間, echalotes y pechuga de pollo).
- nankotsu (軟骨, cartílago de pollo).
- rebā (レバー, hígado de pollo).
- tsukune  (つくね, albóndigas de pollo).
- torikawa  (とりかわ, piel de pollo).
- tebasaki  (手羽先, ala de pollo).
- asuparabēkon  (アスパラベーコン, espárrago envuelto en tocino).
- butabara (豚ばら, vientre de cerdo).
- ikada (筏, cebolla galesa).